# 皱叶假黄藓
皱叶假黄藓（学名：Actinodontium rhaphidostegum）为羽藓科假黄藓属下的一个种。